# Спартак (балет)
Вижте пояснителната страница за други значения на Спартак.
„Спартак“ е балет по музика на Арам Хачатурян. Оригиналният сценарий е на драматурга Николай Волков, който при подготовката му използва исторически и художествени произведения. Премиерата с хореографията на Леонид Якобсон е на 27 декември 1956 г. на сцената на Ленинградския театър за опера и балет (днес Мариински театър). През 1968 г. се създава нова версия на балета по либрето на Юрий Григорович, основано върху сценария на Н. Волков и романа на Рафаело Джованьоли. Премиерата на постановката с хореографията на Юрий Григорович е на 9 април 1968 г. в Болшой театър.

## История на създаването
Арам Хачатурян споделя своите планове да започне работа над балета „Спартак“ още през декември на 1941 г., най-тежкия период на Великата Отечествена война. Насърчават го либретистът Николай Волков и балетмайсторът Игор Моисеев, които отдавна мислят за такава постановка. Подготовката на либретото е започната значително по-рано – през 1933 г. При работата си над него Волков използва текстовете на Плутарх, Ювенал, историческите проучванията на съветските автори, заимства някои описания от романа на Рафаело Джованьоли и др. Драматичните исторически събития забавят реализирането на проекта с години. През 1950 г. Хачатурян пътува за Италия, посещава Колизей, вижда Апиевия път и вероятно това му напомня за замисления балет. Работи над партитурата няколко години и я завършва в началото на февруари 1954 г. През 1955 г. Хачатурян използва музиката на балета за четири оркестрови сюити. 
Първата постановка на балета е дело на известния съветски балетмайстор Леонид Якобсон. В спектакъла той използва оригинални хореографски решения – солистките и кордебалетът танцуват не с поанти (палци), а със сандали на краката си. Освен това, при ансамбловите номера всеки артист на кордебалета има своя индивидуален танц, с което се създава особена полифоничност на хореографията. Премиерата на тази версия на балета е на сцената на Ленинградския театър за опера и балет „Киров“ (наричан накратко театър Киров) на 27 декември 1956 г.
В Москва балетът се поставя около година и половина по-късно от Игор Моисеев. Премиерата е на 11 март 1958 г. в Болшой театър.
През 1968 г. в Болшой театър се прави нова постановка на балета. Балетмайсторът Юри Григорович пише свое либрето, използвайки романа на Джованьоли и запазвайки част от текста на Волков. Той създава изцяло нова хореография, която прави впечатление със силни мъжки партии и много красиви дуети. Балетът се причислява към най-големите постижения на Григорович. Тази версия на балета има премиера на 9 април 1968 г.

### Действащи лица
- Спартак, гладиатор, водач на въстаници
- Крас, римски пълководец
- Фригия, любимата на Спартак
- Егина, куртизанка
- Гладиатор
- Трима пастири
- Четирима пастири
- Мимове
- Пастирки
- Куртизанки

### Първо действие
Картина 1.

Нашествие. Легионите на Римската империя, предвождани от жестокия и коварен Крас, носят гибел за мирните жители. Те обричат заловените от тях в плен хора на робство. Сред тях е и Спартак.

Монолог на Спартак. Горд и мъжествен човек, Спартак не може да се примири със загубата на свободата си. Той не вижда живота си в робство.
Картина 2.

Пазар за роби. Пленниците насила се отвеждат на пазара на роби, там разделят мъжете и жените. Спартак и Фригия също са разделени. Спартак протестира срещу бруталността на римляните, но силите не са равни.

Монолог на Фригия. Фригия тъгува за Спартак и изгубеното щастие, страхува се от предстоящите изпитания.
Картина 3.

Оргия при Крас. Гостите се забавляват, гледайки как мимовете и куртизанките се подиграват на новата робиня Фригия. Куртизанката Егина забелязва интереса на Крас към младото момиче. За да отклони вниманието му въвлича го в неистов танц. В разгара на оргията Крас заповядва да доведат гладиатори. Нарежда те да се бият до смърт в шлемове, за да не се виждат. Когато свалят шлема на победителя, става ясно, че това е Спартак.

Монолог на Спартак. Спартак е в отчаяние, защото неволно е убиец на свой другар. Трагедията събужда у него гняв и желание да протестира. Спартак решава да се бори за свободата.
Картина 4.

Казармата на гладиаторите. Спартак призовава гладиаторите към въстание. Те му отвръщат с клетва за вярност. Спартак и гладиаторите хвърлият оковите и бягат от Рим.

### Второ действие
Картина 5.

Апиевият път. По Апиевия път към Спартак и неговите другари се присъединяват пастири. Всички са обединени от мечтата за свобода и ненавистта към робството. Спартак е провъзгласен за водач на въстанието.

Монолог на Спартак. Всички мисли и желания на Спартак са устремени към Фригия.
Картина 6.

Вилата на Крас. В търсенето на Фригия Спартак стига до вилата на Крас. Влюбените се срещат, радостта е голяма. Налага се обаче да се скрият, защото към вилата се приближава шествието на патрициите начело с Егина.

Монолог на Егина. Егина отдавна желае да съблазни и покори Крас. Тя трябва да го завоюва, за да може законно да влезе в света на римските благородници.
Картина 7.

Пир при Крас. Крас сред прославящите го патрициите празнува своите победи. Дворецът на Крас е обкръжен от войската на Спартак. Гостите се разбягват. Бягат също Крас и Егина. Спартак нахлува във вилата.

Монолог на Спартак. Победата изпълва Спартак с радост.
Картина 8.

Победата на Спартак. Гладиаторите пленяват Крас, но Спартак не желае разправа. Той предлага на Крас открит и честен двубой, който да реши съдбата му. Крас приема предизвикателството, но губи битката. Спартак го прогонва – нека всички разберат за позора на неговия съперник. Въстаниците ликуват и възхваляват победата на Спартак.

### Трето действие
Картина 9.

Отмъщението на Крас. Егина окуражава Крас, насърчава го да смаже въстанието. Убеден от нея, Крас събира легионерите си. Егина го подкрепя и напътства.

Монолог на Егина. Егина смята Спартак за свой враг, тъй като тя също може да загине, ако Крас претърпи поражение. Тя замисля коварен план да предизвика разпри между въстаниците.
Картина 10.

Лагерът на Спартак. Спартак и Фригия са щастливи. Внезапно идва вестта за нов поход на Крас. Спартак предлага боят да се приеме, но много от неговите военачалници го изоставят.

Монолог на Спартак. Спартак предчувства трагичния край. Свободата за него обаче е над всичко. Той е готов да жертва за нея живота си.
Картина 11.
Разложение. Гладиатори все още могат да се присъединят към Спартак, но Егина заедно с куртизанките прониква при тях и ги примамва в ръцете на легионерите на Крас.

Монолог на Крас. Крас е преизпълнен с желание за мъст. Победата не му е достатъчна, той жадува смъртта на унизилия го Спартак.
Картина 12.

Последният бой. Войската на Крас обкръжават Спартак и останали му верни гладиатори. В неравен бой те всички загиват. Спартак се сражава до последния си дъх.

Реквием. Фригия намира тялото на мъртвия Спартак. С вяра в безсмъртието на неговия подвиг тя оплаква своя любим.

## Постановки

### Театър Киров
- 27 декември 1956 г. – хореограф Леонид Якобсон, художник Валентина Ходасевич, диригент Павел Фелдт.
Изпълнители: Спартак – Асколд Макаров, Фригия – Инна Зубковская, Егина – Алла Шелест, Крас – Роберт Гербек.

### Болшой театр
- 11 март 1958 г. – хореограф Игор Моисеев, художник Александър Константиновский, диригент Юрий Файер.
Изпълнители: Спартак – Дмитрий Бегак, Фригия – Наталия Риженко, Егина – Мая Плисецкая, Гармодий – Николай Фадеечев.

- 4 април 1962 г. – хореограф Леонид Якобсон, художник Вадим Риндин, диригент Юрий Файер.
Изпълнители: Спартак – Дмитрий Бегак, Фригия – Мая Плисецкая, Егина – Наталья Риженко, Крас – Александър Радунский, Роб – Владимир Василиев.

- 9 април 1968 г. – Юрий Григорович, художник Симон Вирсаладзе, диригент Геннадий Рождественский.
Изпълнители: Спартак – Владимир Василиев, Фригия – Екатерина Максимова, Егина – Нина Тимофеева, Крас – Марис Лиепа.